# 아줄렌
아줄렌(Azulene)은 7각형과 5각형 고리가 붙어있는 방향족 탄화수소로 나프탈렌의 이성질체다. 큰 쌍극자 모멘트를 가지고 있다.
특유의 생김새로 방향족 유기화합물인지 헷갈리는 경우가 많이 있지만 10개의 파이 전자가 있기 때문에 방향족이라고 할 수 있다.
아줄렌이라는 이름은 푸른색을 뜻하는 이름 아줄과 접두사 알켄일기가 붙은 이름이다.
녹는점 99 °C, 끓는점 221 °C이며 진청색 혹은 보라색의 결정상태로 산출 된다.